# Didymocarpus curvicapsa
Didymocarpus curvicapsa är en tvåhjärtbladig växtart som beskrevs av Olive Mary Hilliard. Didymocarpus curvicapsa ingår i släktet Didymocarpus och familjen Gesneriaceae. Inga underarter finns listade i Catalogue of Life.